# Каштелир
Каштелир (хорв. Kaštelir) — населений пункт у Хорватії, в Істрійській жупанії у складі громади Каштелир-Лабинці.

## Населення
Населення за даними перепису 2011 року становило 329 осіб.
Динаміка чисельності населення поселення:

## Клімат
Середня річна температура становить 13,94 °C, середня максимальна – 26,75 °C, а середня мінімальна – 0,24 °C. Середня річна кількість опадів – 1039 мм.
| Клімат поселення                              | Клімат поселення | Клімат поселення | Клімат поселення | Клімат поселення | Клімат поселення | Клімат поселення | Клімат поселення | Клімат поселення | Клімат поселення | Клімат поселення | Клімат поселення | Клімат поселення | Клімат поселення |
| Показник                                      | Січ.             | Лют.             | Бер.             | Квіт.            | Трав.            | Черв.            | Лип.             | Серп.            | Вер.             | Жовт.            | Лист.            | Груд.            |                  |
| Середній максимум, °C                         | 9,73             | 10,66            | 13,58            | 16,89            | 22,22            | 25,78            | 26,75            | 26,70            | 22,41            | 17,59            | 12,64            | 9,16             |                  |
| Середня температура, °C                       | 4,98             | 5,90             | 8,84             | 12,15            | 17,47            | 21,04            | 23,70            | 23,63            | 19,34            | 14,52            | 9,58             | 6,10             |                  |
| Середній мінімум, °C                          | 0,24             | 1,17             | 4,09             | 7,40             | 12,73            | 16,28            | 20,62            | 20,55            | 16,27            | 11,44            | 6,52             | 3,03             |                  |
| Норма опадів, мм                              | 67               | 56               | 70               | 85               | 83               | 97               | 65               | 94               | 104              | 116              | 110              | 92               |                  |
| Середньомісячна швидкість вітру, м/с          | 2.09             | 2.34             | 2.39             | 2.40             | 2.18             | 2.10             | 2.09             | 2.05             | 2.06             | 2.30             | 2.33             | 2.22             |                  |
| Середньомісячна сонячна радіація, кДж/м²·день | 4344             | 7254             | 10572            | 14940            | 19097            | 20656            | 21754            | 18575            | 13808            | 8771             | 4796             | 3631             |                  |
| --------------------------------------------- | ---------------- | ---------------- | ---------------- | ---------------- | ---------------- | ---------------- | ---------------- | ---------------- | ---------------- | ---------------- | ---------------- | ---------------- | ---------------- |
| Джерело:                                      |                  |                  |                  |                  |                  |                  |                  |                  |                  |                  |                  |                  |                  |